# Takeichi Harada
Takeichi Harada (原田 武一, Harada Takeichi) né le 16 mai 1899 à Osaka et mort le 12 juin 1978 à Kurashiki est un joueur japonais de tennis. no 7 mondial en 1926.

## Carrière
Champion national du Japon en double en 1923 il part ensuite étudier à l'université Harvard et en 1929 il remporte de nouveau le Championnat national du Japon mais cette fois en simple et en double.
Aux Jeux olympiques de 1924 à Paris il atteint les quarts de finale en simple et 1/16e en double.
Classé no 7 mondial en 1926 par A. Wallis Myers du The Daily Telegraph.
1/8 de finaliste de l'US Open 1925 et 1927. 1/16 de finaliste à Roland-Garros en 1930. Wimbledon en 1924 et 1930. 1/16 à l'Open d'Australie 1932 (forfait au 1er tour).
Joueur de Coupe Davis pour le Japon de 1924 à 1930. Finale inter-zone en 1926 malgré une victoire face à René Lacoste puis face à Henri Cochet (sans enjeu) le Japon perd 3 à 2 et ne joue pas le Challenge Round et 1927 où cette fois René Lacoste prend sa revanche et le Japon s'incline 3 à 0 (aucun des 2 matchs sans enjeu ne sera joué).
1/4 de finale à Hambourg (finale en double). Titré à Licuanea en Jamaïque. Finaliste à Palm Beach en 1927 et Koshien en 1929.
En 1925 il est récompensé du AAF World Trophy par l'Amateur Athletic Foundation pour son action dans le tennis.
Il a eu un enfant en 1929 et a dirigé un centre commercial.

## Référence
1. ↑  (en) tennis archives